# Jorge Calado
Jorge Carreira Gonçalves Calado (Lisboa, 6 de janeiro de 1938) é um cientista português.. Recebeu em 2015 o título de Professor Emérito do Instituto Superior Técnico.
É membro da Academia das Ciências de Lisboa desde 5 de abril de 1979 e trabalha no Departamento de Engenharia Química do Instituto Superior Técnico, dedicando-se especialmente ao estudo da termodinâmica de fluidos moleculares e suas misturas. Escreve crítica musical no jornal Expresso.

## Carreira
Licenciou-se em Engenharia Químico-Industrial no Instituto Superior Técnico em 1961. Após três anos na Universidade de Oxford, no Reino Unido, doutorou-se em termodinâmica em 1970. No Técnico, foi docente de Química-Física e investigador do Centro de Química Estrutural (CQE). Foi crítico cultural do semanário Expresso.
A 9 de julho de 1999, foi agraciado com o grau de Grande-Oficial da Ordem do Mérito.

## Obras
- Thermal conductivity measurements of N-heptane along the saturation line by a transient hot wire technique (com outros autores)[8]
- Triple-points of low melting substances and their use in cryogenic work (com outros autores)[8]
- Combining rules in molecular theories of solutions (com outros autores)[8]
- Novos quelatos corados de cobre com aplicações analíticas (1965)[8]
- Algumas aplicações da teoria dos grupos à química (1967)[8]
- Reference state in transient thermal conductivity measurements (1984)[8]
- Interacção e estrutura de soluções contendo xénon, alcalanos e cicloalcanos (2003) (com outros autores)[8]